# Ангел
А́нгел (др.-греч. ἄγγελος, ангелос — «посланник, вестник», др.-евр. מלאך‬ — «посланник»), в авраамических религиях — существо, наделённое сверхчеловеческими знаниями и силой, но сотворённое Богом и подчинённое Ему, служащее Богу на небесах, поддерживающее космофизический миропорядок, борющееся с врагами Бога, оберегающее праведников от бед, провозглашающее людям волю Бога, карающее смертью нечестивцев и т. п..
Традиционно ангелы изображаются как антропоморфные существа с крыльями за спиной. В культуре ангел обычно представлен как олицетворение добра, противопоставляясь демону.

## Названия
Греческое слово ἄγγελος [ангелос] — прямой перевод древнееврейского מלאך‬ [мал’а́х], от архаичного корня לאכ‬, представленного практически во всех древнесемитских языках (кроме аккадского), и изначальное значение данного слова — в угаритском — ml’k, в арамейском и древнееврейском — mal’ak — «посланник», из иврита заимствовано арабское слово ملأك‎ ма́лак.
Библия не имеет единого термина для обозначения понятия ангелов. Чаще всего словом ангел переводят ивр. מַלְאָךְ‎ (мал’ах, на иврите — `посланец`; см. Быт. 19:1; Ис. 63:9; Зах. 1:9, 13, 14, 19; Мал. 3:1). В греческом переводе Библии использовано греческое а́нгелос; отсюда англ. angelus и angel в современных европейских языках.
Но этим же словом Библия иногда называет и людей в функции посланцев (Быт. 32:4, 7; Суд. 9:31; 4Цар. 6:32, 33). По этой причине для уточнения того, речь именно об ангелах, в Библии часто присоединяется к данному слову в качестве уточняющего определения тетраграмматон или иное обозначение Бога (Быт. 32:2; Зах. 1:11, 12; 12:9). Однако иногда и это сочетание может выступать лишь как обозначение человека, который исполняет функцию вестника или посланца Бога (Агг. 1:13; Мал. 2:7). Лишь в послебиблейском иврите слово мал’ах становится терминологическим обозначением понятия ангел.
В рамках иудаизма упоминающиеся в Библии слова элохим (буквально `боги`; 1Цар. 28:13), бней элохим (`сыны Бога`; Быт. 6:2, 4; Иов. 1:6), бней элим (буквально `сыны богов`; Пс. 28:1; 88:7), кдошим (`священные существа`; Пс. 88:6, 8; Иов. 5:1) или анашим (`мужи`; Быт. 18:2, 16, 22), а также понятие «воинства небесного», которое сопровождает Бога и прислуживает Ему, также понимаются как относящиеся к ангелам. Описание «воинства небесного» может рассматриваться в качестве отрицания языческой идеи независимых от Бога сверхчеловеческих существ. Однако в мидраше Беришит Рабба еврейский учёный Шимон бар Иохай интерпретировал «сынов Божиих» как «сыновей знатных людей». В то же время часть религиоведов видят в этих терминах наследие самой ранней, домонотеистической стадии иудаизма, а описанию «сынов бога» и «воинства небесного» находятся соответствия в религии финикийского Угарита.
Библейские тексты упоминают также о крылатых существах, обладающих свойствами ангелов, именуемых херувимами (Быт. 3:24; 1Цар. 4:4; Пс. 79:2) или серафимами (Ис. 6:2, 3).

## Библия

### Ветхий Завет
В Ветхом Завете ангелы являлись многим персонажам: Агари, Аврааму, Лоту, Иакову, Моисею, Валааму, Иисусу Навину, Гедеону, Маною, Давиду, Илии, трём отрокам Вавилонским, пророкам Даниилу и Захарии. При этом Библия не всегда чётко различает Бога и Его посланника. Например, Агарь встречает ангела, но позже обращается к «Господу, говорившему с ней» (Быт. 16:7, 13; 21:17). Авраам встретил Господа, но затем сообщается об ангелах (Быт. 18:1, 2, Быт. 18:22, Быт. 19:1). Именно Бог повелевает принести в жертву Исаака; позже к Аврааму обращается ангел Господень (Быт. 22:1, 11—18). Ангел Господень является Моисею в горящем кусте (Исх. 3:2), но на протяжении всей остальной части истории Моисей беседует с Божеством. Также и в истории Гедеона, он иногда говорит с Богом, иногда с ангелом Божиим (Суд. 6:11—40). Некоторые исследователи cделали из этого вывод, что ангел не рассматривался как независимое существо, а просто как проявление Божественной силы и воли. Другие предполагали, что в самых ранних версиях этих историй человек встречался с Богом напрямую, а затем уже был введён «ангел». Согласно большинству отцов Церкви, во всех этих видениях является не ангел, а сам Бог (Сын Божий), и эти видения были предвосхищением боговоплощения. Другие видели в некоторых из этих видений Троицу, особенно в трёх ангелах, посетивших Авраама. Третьи видели в этом видении проявление единого Бога, который обнаруживает единство естества в трёх божественных лицах.
Большинство иудейских и христианских толковников в древности придерживались мнения о том, что в (Быт. 6:2—4) говорится об ангелах, которые иногда вступали в браки с людьми, порождая исполинов (нефилим). Для этого они воплощались в человеческое тело и сходили на землю:

В то время были на земле исполины (нефилим), особенно же с того времени, как сыны Божии стали входить к дочерям человеческим, и они стали рождать им: это сильные, издревле славные люди.
— Быт. 6:4
Эти взгляды изложены в апокрифических книгах Еноха и Юбилеев, этого мнения придерживались многие раннехристианские авторы (Иустин Философ, Ириней, Афинагор, Климент Александрийский, Тертуллиан, Амвросий и другие). Однако большинство прославленных своими экзегетическими трудами отцов Церкви (Иоанн Златоуст, Ефрем Сирин, Феодорит Кирский, Кирилл Иерусалимский, Иероним Стридонский, Августин и другие) придерживались мнения, что под «сынами Божьими» здесь подразумевались благочестивые сифиты (потомки Сифа). По мнению профессора А. П. Лопухина, это предположение вполне оправдывается филологически, так как название «сынов Божиих» в Священном Писании обоих Заветов  (Втор. 14:1; Пс. 72:15; Прем. 16:26; Лк. 3:38; Рим. 8:19; Гал. 3:26 и др.) нередко прилагается к благочестивым людям.
Ветхий Завет часто упоминает одного ангела, редко двух или большее число, передающих послание или выполняющих определённое действие. При этом являются они в образе человека, и в них не сразу возможно распознать небесное существо: сюжеты Авраам и три ангела (Быт. 18), Жертвоприношение Исаака (Быт. 22:11—18), сон Иакова (Быт. 28:12), возложение на Гедеона миссии правления Израилем (Суд. 6:11—22), гибель армии Синаххериба (4Цар. 19:35) и др.
Книга Псалмов упоминает об ангелах по всему тексту. В ряде фрагментов ангелов призывают славить Бога, как Его славят и иные Божьи создания. Книга Иова говорит о том, как друзья утешают его, говоря, что даже ангелы не являются безупречными, а человек и подавно далеко стоит от совершенства. Пророки, исключая Иезекииля и Захарию, лишь немного говорят об ангелах. Крылатым серафимам отведена значительная роль в видении Исаии (Ис. 6:2), когда его посвящают в пророки, но в дальнейшем они более не упоминаются. Аггей именовал себя посланцем Господа к людям — смертным, хотя и пророком, но не сверхъестественным созданием. Вероятно, об этом говорит и само имя пророка Малахии (Мал’аха, буквально `мой посланец`), которое, видимо, являлось псевдонимом. Божественное присутствие предстало перед пророком Иезекиилем (Иез. 1:26, 27) в виде огненного подобия человека, восседающего на престоле, что поддерживают четыре фантастические существа (хайот — `живые существа`). Позднее (Иез. 8—11) этих существ отождествляют с херувимами. К числу ангелоподобных созданий могут принадлежать шестеро мужей, на которых было возложено разрушение Иерусалима. Одному из которых, который одет в льняную одежду, Бог повелел пометить особым знаком чела праведников, что подлежали спасению, и бросить на Иерусалим пригоршни горящих углей (Иез. 9, 10). В видениях о восстановленном Иерусалимском храме (Иез. 40—48) пророка сопровождал человек, который блистал, как медь, видимо, тоже ангелоподобное существо.
Книга Захарии рассказывает об ангелах почти постоянно. Согласно этому произведению, ангел Господень заступился перед Богом за Израиль, от имени Господа возвестил об оправдании первосвященника Иехошуа, порицал Сатану за клевету на него. В книге Захарии ангелы впервые введены в качестве самостоятельно существующих личностей, а не только как существ, действия которых обусловливает определенная ситуация.
Книга Даниила рассказывает, что существуют о бесчисленные служители вокруг Божественного престола, об ангеле, спасшем трёх отроков из печи, а самого Даниила — от львов. Согласно этой книге, ангелы могут не только выполнять приказания, они способны и к некоторой инициативе. Они имеют собственные имена. Это единственная книга Библии, где ангелам даётся совершенно отчётливая индивидуальность. Впервые высказана мысль, что у каждого народа есть свой ангел-покровитель.
Уже в Ветхом Завете неоднократно присутствует упоминание ангелов под именем херувимов, в оригинале — крувов (ивр. כְּרֻבִים‎, круви́м или керуви́м, ед. ч. כרוב, кру́в). За повествованием о грехопадении в Библии вскоре следует упоминание херувима, сохранившего верность Богу:

И выслал его Господь Бог из сада Едемского, чтобы возделывать землю, из которой он взят. И изгнал Адама, и поставил на востоке у сада Едемского Херувима и пламенный меч обращающийся, чтобы охранять путь к Дереву Жизни.
— Быт. 3:23—24

### Новый Завет
В Новом Завете ангелы также являлись многим персонажам: священнику Захарии, Деве Марии, Иосифу Обручнику, пастухам, волхвам, Марии Магдалине и другим жёнам-мироносицам, апостолам, Корнилию сотнику.
Ангелы служили Иисусу Христу после искушения Его в пустыне (Мф. 4:11). Видения Ангелов лежит в основе откровений, данных святому Иоанну Богослову.
В послании к Евреям даётся определение ангелов:

…они суть служебные духи, посылаемые на служение для тех, которые имеют наследовать спасение
— Евр. 1:14
В большинстве переводов Библии при упоминаниях о падших и всяких согрешивших (выступивших против Бога) ангелах используют строчную букву, а при упоминании святых Ангелов — прописную.

ангелов, не сохранивших своего достоинства, но оставивших своё жилище, соблюдает в вечных узах, под мраком, на суд великого дня.
— Иуд. 1:6

## Послебиблейские иудаизм и еврейская культура

### Апокрифы и псевдоэпиграфы
В апокрифах и псевдоэпиграфах ангелы также нередко предстают в качестве существ с индивидуальными чертами и даже собственными именами. В этих источниках заметно влияние мифов тех народов, с которыми евреи были в постоянных контактах, и в первую очередь ряда мифологических концепций из традиций вавилонян и персов-зороастрийцев. Книга Юбилеев приравнивает народ Израиля к ангелам, благодаря его союзу с Богом, приравнивается к ангелам. Согласно талмудической трактовке этого взгляда, Израиль имеет привилегию участия в небесном хоре.
Разработанную ангелологическую систему представляет Книга Еноха, согласно которой есть семь высших ангелов или архангелов: Уриэль (Уриил), имеющий роль властелина светил и загробного мира — Шеола; Рафаэль (Рафаил) — властелина над душами людей; Ре‘уэль — подвергает наказаниям мир светил; Михаэль (Михаил) — архангел евреев; Сариэль — владыка сил, который соблазняет людей; Гавриэль (Гавриил) — смотритель рая; Иерахмиэль, который должен будет надзирать за воскресением мёртвых. Ангелы имеют власть над всеми стихиями и силами природы; имена многих из них производны от названий подвластных исполнителей сил природы или стихий: например Барадиэль является ангелом града (барад — `град`), Галгалиэль — ангелом солнечного круга (галгал — `кольцо`, `колесо`), Кохавиэль — ангелом звёзд (кохав — `звезда`), Метариэль — ангелом дождя (матар — `дождь`).
Ангелологическая доктрина была широчайше распрострена у ессеев. Кумранские рукописи излагают стройную ангелологическую систему, в которой «князь света» и другие небесные князья должны в «последний день» сразиться на стороне «сыновей света». Эта борьба за власть сил добра и зла представляет некоторый дуализм. Фарисеи интересовались ангелологией слабо. Саддукеи были противниками всякой мистики, однако, едва ли они целиком отрицали само существование ангелов.

### Талмудический период
В период составления Талмуда не только простые евреи, но и иудейские учёные верили в существование ангелов. Однако Мишна не упоминает их, учёные этого периода сводили к минимуму значение ангелов и их роль в жизни людей. Но более поздние аггадические тексты Талмуда, особенно Мидраш, неоднократно упоминают ангелов. В этих текстах они делятся на добрых и злых, высших и низших. Подобно неканоническим книгам Ветхого Завета и псевдоэпиграфам, Аггада рассматривает Гавриила, Михаила, Рефаила и Уриила в качестве архангелов и именует их ангелами служения (мал’ахей ха-шарет). Большое значение в рамках иерархии ангелов в Мидраше придаётся Метатрону. В этих текстах обязанности ангелов различны: одни из них ведают молитвами, другие — градом, дождём, гневом, беременностью и рождением, адом и др. В Аггаде развивается далее представление об ангелах, которые являются хранителями народов и отдельных царей. Начиная с III века н. э. в источники содержат слово памалъя (буквально `свита`), которое обозначает целую группу ангелов, что творят небесный суд.
Из числа злых ангелов (ангелов разрушения — мал’ахей хаббала) особой ролью наделяется ангел смерти (мал’ах ха-мавет). Его отождествляют со страшными великанами и демонами, представления о которых имеются в устных легендах, в литературных произведениях древнего Ближнего Востока и Европы Средних веков (`дьявол`, `сатана`). Талмуд (ББ. 16а) представляет ангела смерти  идентичного Сатане (Самаэлю), а также «злому помыслу» (иецер ха-ра). Еврейский фольклор часто изображает ангела смерти аллегорически, как обладающего множеством глаз, в качестве усердного жнеца или старика с мечом, с которого стекает яд, и др. Однако чаще всего ангел смерти является, принимая такие образы, как беглец и бродяга, нищий, странствующий торговец или араб-кочевник. Часть еврейских толкователей Библии видела в повествовании (Быт. 6) о сынах Божьих (бней элохим), прельстившихся красотой дочерей человеческих и спустившихся на землю, рассказ о падших ангелах. Там эти персонажи познают земных дев, от чего рождается поколение исполинов. Однако в библейском предании отсутствует элемент морального обличения, который характерен для более поздних легенд, повествующих о павших ангелах. Впервые моральное обличение в данном контексте упоминает книга Еноха, где говорится об исполинах, потомках падших ангелов, которые стали беспощадно истреблять людей и учить их применению оружия и другим изобретениям, способствовавшим распространению безнравственности и злодеяниям. Архангелы услышали жалобы людей, обратившись к Богу, и им было приказано наказать падших ангелов. Легенда о падших ангелах, которые были прельщены смертными женщинами и творили зло на земле, повторяет в разных вариациях апокрифическая и талмудическая литература и в более яркой форме — мидрашы.
Иудаизм исходит из того, что во всем мироздании только человек создан «по образу и подобию Бога», только человек обладает свободой выбора, а ангелы – это подчиненные существа, созданные для выполнения определенной функции. В иудаизме среди Божиих творений не существует никого важнее человека. В мидраше Берешит Рабба утверждается, что ангелы кланялись человеку: «Когда Господь Пресвятой создал первого человека, ангелы служения ошиблись и пытались называть его [человека] Пресвятым. На что это похоже? На царя и его наместника, которые ехали в колеснице. Граждане желали приветствовать царя и кричали «Государь!», но не знали, кто из них царь. Таким образом, человек был настолько велик по сравнению с ангелами, что те ошиблись и приняли его за Бога!».

### Аггада
Аггада передаёт разные мнения по вопросу, являются ли ангелы высшими существами по сравнению с людьми. Согласно одним высказываниям, праведники стоят выше, чем ангелы, по другим — и те, и другие обладают одинаковым положением в иерархии бытия. По мнению некоторых законоучителей, каждый человек имеет возможность стать равным ангелу. Другие законоучители считали, что на это способны лишь исповедующие иудаизм. Однако и у последних есть возможность достигнуть этого только после смерти. В рамках аггадической эсхатологии преобладающим является мнение, что в конце дней праведники попадут на более высокую ступень, нежели ангелы. Ангелологические представления, получившие развитие в Аггаде, оказались также введены в богослужение. Однако среди еврейских религиозных авторитетов имела место и обратная тенденция, которая стремилась к полному исключению упоминаний ангелов из литургии. В эпоху Средних веков одним из наиболее резких противников почитания ангелов стал Маймонид.

### Каббала
Каббала говорит о нескольких категориях ангелов, включая ангелов служения и разрушения, ангелов милосердия и наказания и ангелов мужского и женского пола (в Зохаре). Сила ангелов, согласно каббалистам, основана на эманации божественного света, которая проявляется в них. В каждом человеческом существе, по их мнению, живут как добрый, так и злой ангел, каждый шаг человека сопровождают добрые и злые духи. Семья дьявола, являющаяся олицетворением оборотной, «левой» стороны божественного бытия, включает огромную армию ангелов разрушения, что противоположно доброму окружению Бога.

### Еврейская философия
В еврейской философии представлен рядом этапов в развитии представлений об ангелах. Филон Александрийский в I веке н. э. отождествлял ангелов, которых упоминает Библия, с демонами из греческой философии. Саадия Гаон в X веке считал, что ангелы это телесные существа, хотя и более совершенной субстанции, нежели человек. Авраам ибн Эзра в XII веке отождествлял ангелов с нематериальными или простейшими формам идеального бытия, которые постулировала неоплатоническая онтология. В целом в средневековой еврейской философии преобладает аристотелевская концепция, наиболее ярким представителем которой стал Маймонид. Сторонники этой концепции понимали ангелов как «обособленные разумы» (схалим нифрадим), которые существуют отдельно от человеческой плоти. При этом Маймонид полагал, что термин ангел обозначает не только обособленный разум, но также все природные и физические силы.

### Современный иудаизм
В таких современных течениях, как реформистский и консервативный иудаизм заметна тенденция понимать традиционные описания ангелов в качестве поэтических символов. Упоминания этих существ почти целиком исключены из реформистской литургии и из литургии отдельных групп консервативного иудаизма. Среди большинства приверженцев ортодоксального иудаизма отношение к этой теме двойственное, то есть существование ангелов полностью не отрицается, но имеется тенденция демифологизации представлений о них и интерпретации их как символов. Степень веры в ангелов различна у разных ортодоксальных групп. В полном соответствии с традиционными представлениями об ангелах веру в них сохраняется только в среде хасидов и традиционалистов из числа представителей общин восточных евреев.

## Христианство

### Описание ангелов
По христианскому учению ангелы — бесплотные духи, одаренные умом, волею и могуществом. Однако бестелесными и невещественными ангелы называются только по сравнению с людьми, но не по сравнению с Богом, Который совершенно невещественен и бестелесен.
В святоотеческой литературе по вопросу о времени сотворения ангелов чаще других встречаются следующие два мнения. Согласно первому, ангелы сотворены прежде материального мира. Этого мнения придерживались святители Василий Великий, Григорий Богослов, Иоанн Златоуст, Амвросий Медиоланский, преподобный Иоанн Дамаскин. Согласно второму мнению, ангелы сотворены одновременно с вещественным миром или позже его. Такого мнения придерживались блаженный Феодорит Киррский, блаженный Августин Иппонский, святитель Епифаний. Это мнение следует из того, что ангелы, будучи сотворёнными существами, зависят от времени и пространства как категории сотворённого бытия. Так, ангелы не имеют вида, подобного телам, однако для своего существования они нуждаются в месте, так как не обладают свойством вездеприсутствия. Например, когда они находятся на земле, их нет на небе, и наоборот.
Согласно христианскому учению, Бог использует ангелов для осуществления Своих велений. Он не имеет нужды в них, но по Своей благости, предоставляет им часть Своих дел.
Ангелов значительно больше, чем всех людей. В книге пророка Даниила и Апокалипсисе сообщается, что их тьма тем, то есть миллиарды (Дан. 7:10, Откр. 5:11). Ангелы бессмертны, поэтому их число не уменьшается. Назначение ангелов: исполнять волю Божию и прославлять Бога. Ангелы, так же как и люди, имеют ум, и ум их много более совершенен, чем человеческий. Согласно преподобному Иоанну Дамаскину, ангелы являются по воле Божией достойным людям и являются не такими, каковы они сами по себе, но преобразуются так, чтобы смотрящие могли их видеть.
В ангельском мире была учреждена Богом строгая иерархия из девяти ангельских чинов: Серафимы, Херувимы, Престолы, Господства, Силы, Власти, Начала, Архангелы, Ангелы. Люцифер — самый совершенный из всех духов и один из высших ангелов — захотел иметь всё лишь для самого себя, из-за чего был отлучён от Бога. Более того, ему удалось совратить множество других ангелов. Люцифер стал называться дьяволом, сатаной, лукавым и другими именами, а другие падшие ангелы — бесами, демонами. Падшие духи не до конца лишены своего прежнего могущества и, по попущению Бога, могут внушать людям греховные мысли и желания, руководить ими. Но людям помогают добрые ангелы. Согласно Откровению Иоанна Богослова, архангел Михаил и другие ангелы воевали против дьявола и его ангелов и победили. После этого дьявол и его ангелы были низвержены на землю (Откр. 12:7—10).
В православии отмечается почитание архангелов, известных по имени: Михаил, Гавриил, Рафаил, Уриил, Иеремиил, Иегудиил, Селафиил, Варахиил. Архангелы Михаил и Гавриил упомянуты в книгах Ветхого Завета, которые являются каноническими во всех Церквях. Архангел Рафаил упомянут в книге Товита (являющейся канонической в католицизме), архангелы Уриил, Селафиил, Иеремиил — в неканонической Третьей книге Ездры.
В XV веке монах Амадей Португальский утверждал, что получил откровение о семи именах архангелов: Михаил, Гавриил, Рафаил, Уриил, Иегудиил, Варахиил и Силтиэль. Католическая церковь вмешалась против попытки почтить семь ангелов этими именами. Попытки добиться церковного признания хотя бы Уриила также не увенчались успехом. Католическая церковь почитает трёх библейских ангелов (Михаила, Гавриила и Рафаила). Только эти три имени есть в Библии в католицизме. Третья книга Ездры в католической Библии отсутствует. Римский собор 745 года определил: «Но мы, как нас учит святое апостольское служение и даёт Божественная власть, не знаем более чем трёх имён ангелов, то есть Михаил, Гавриил, Рафаил: иначе тайна бытия имён ангелов и демонов была бы открыта».
Празднование Собора Архистратига Михаила и прочих Небесных сил бесплотных совершается в Православной церкви 8 (21) ноября. Его установление связывают с решением Лаодикийского собора (около 343 года), осудившего как еретическое поклонение ангелам как творцам и правителям мира.
В православии существует представление об ангелах-хранителях, посылаемых Богом каждому человеку сразу после его крещения: «Смотрите, не презирайте ни одного из малых сих; ибо говорю вам, что Ангелы их на небесах всегда видят лицо Отца Моего Небесного» (Мф. 18:10).
Также ангелы поставлены для управления стихиями, небесами, миром и всем, что в нём.

### Ангельская иерархия
Шестикрылые серафимы описаны в книге пророка Исаии (Ис. 6:1—7). Херувимы упоминаются в Ветхом Завете множество раз (Быт. 3:24, Пс. 17:11, 1Цар. 4:4, 2Цар. 6:2, Ис. 37:16). В книге пророка Иезекииля они предстают в виде четырёхкрылых существ (Иез. 10). В четырёх Посланиях апостола Павла названы дополнительно к Ангелам: Архангелы, Престолы, Господства, Начала, Власти и Силы (Рим. 8:38, Еф. 1:21, Еф. 6:12, Кол. 1:16, 1Фес. 4:16).
В своём творении святитель Григорий Богослов пишет, что существуют девять ангельских чинов: «Разве простремся в той мере, в какой знаем, что есть какие-то Ангелы (ἀγγέλους), Архангелы (ἀρχαγγέλους), Престолы (θρόνους), Господства (κυριότητας), Начала (ἀρχάς), Власти (ἐξουσίας), Светлости (λαμπρότητας), Восхождения (ἀναβάσεις), умные Силы или Умы (νοερὰς δυνάμεις, ἢ νόας), природы чистой, беспримесные, непреклонные или неудобопреклоняемые ко злу, непрестанно ликовствующие окрест первой Причины».
Святитель Кирилл Иерусалимский выделяет также девять чинов, хотя в таком порядке: «…Посем вспоминаем…всю тварь…невидимую, Ангелов, Архангелов, Силы, Господства, Начала, Власти, Престоли, Херувимов многоочих (Иез. 1:6 и 10:21), как бы говоря с Давидом: возвеличите Господа со мною (Пс. 33:4). Поминаем же и Серафимов, которых Духом Святым видел Исаия, стоящих окрест Божия Престола, и двумя крыльями закрывающих лице, двумя ноги, а двумя летающих, и восклицающих: Свят, Свят, Свят Господь Саваоф (Ис. 6:2—3). И для того преданное нам от Серафимов Богословие сие повторяем, да соделаемся причастниками песнопения купно с премирными воинствами».
Святитель Афанасий Великий упоминает в своём «Послании к Серапиону»: « 13) … Ангелы …Серафимов… Херувимов… Архангелов …Господств… Престолов… Начал… иного чего».
В «Слове на Рождество Великого Бога и Спасителя нашего Иисуса Христа» святитель Амфилохий Иконийский (ум. 394) перечисляет: Херувимы, Серафимы, Архангелы, Господства, Силы и Власти.
В одной из проповедей, приписываемой Иоанну Златоусту, перечисляются 9 ангельских чинов, в том же порядке, что у Кирилла Иерусалимского: «Божественная мудрость, воспользовавшись этим светильником, отыскала одну потерянную драхму и присоединила к девяти ангельским драхмам. Необходимо, возлюбленные, сказать, кто это жена, имеющая десять драхм. Это мудрость Божия, имеющая десять драхм. Какие? Сосчитай: ангелы, архангелы, начала, власти, силы, престолы, господства, херувимы, серафимы и первозданный Адам».
В чин литургии византийского обряда входит песнопение, называемое херувимской песнью: «Иже Херувимы тайно образующе и Животворящей Троице Трисвятую песнь припевающе…». Она состоит из двух частей, разделяемых великим входом, перед ней раскрываются царские врата алтаря.
Основой для создания церковного учения об ангелах является написанная в конце V века книга, приписываемая Дионисию Ареопагиту, «О небесной иерархии» (греч. «Περί της ουρανίας», лат. «De caelesti hierarchia»). Согласно этой книге, все небесные Существа в общем можно называть ангелами, однако конкретно ангелами называются последний ангельский чин. Ангельские чины в этой книге располагаются в следующем порядке:
Первый лик
- Серафимы (ивр. שׂרפים‎, др.-греч. σεραφίμ) — горящие, пламенеющие. Их имя показывают быстрое, непрестанное, неослабное и постоянное стремление к Божественному, имеют способность возводить низших в горние.
- Херувимы (др.-греч. χερουβίμ от ивр. כרובים‎) — обилие познания или излияние мудрости. Их имя означает знать и созерцать Бога, способность принимать высший свет и созерцать Божественное благолепие, преподавать и сообщать обильно другим дарованную им самим мудрость.
- Престолы (др.-греч. θρόνοι) — высочайшие и превыспренные. Их имя означает, что они совершенно чужды всякой низкой земной привязанности, они, постоянно возвышаясь над всем дольним, стремятся в горние, принимают внушение от Бога во всяком бесстрастии и невещественности, они носят Бога, и раболепно выполняют Его повеления.

Второй лик
- Господства (др.-греч. κυριότητες; лат. dominationes) — их имя означает совершенно свободное от всякой низкой привязанности к земному возвышение к горнему, их господство в этом, которое стоит выше всякого унизительного рабства, постоянно стремящееся к истинному Господству, и, сколько возможно, свято преобразующее в совершенное Ему подобие как самих себя, так и всё им подчиненное.
- Силы (др.-греч. δυνάμεις; лат. virtutes) — их имя означает могущественное и непреоборимое мужество, отражающееся во всех их действиях, для того, чтобы удалять от себя всё то, что могло бы уменьшить и ослабить Божественные озарения, им даруемые, они неуклонно взирают на высочайшую и всеукрепляющую Силу, и, сколько возможно, по своим силам становятся Её образом, к низшим силам богоподобно нисходящие для сообщения им могущества.
- Власти (др.-греч. ἐξουσίες, лат. potestates) — их имя означает устройство духовного владычества, сколько возможно, уподобляющееся Источнику и Подателю всякой власти.

Третий лик
- Начальства (Начала, др.-греч. ἀρχαί; лат. principates) — их имя означает Богоподобную способность начальствовать и управлять сообразно священному порядку, всецело обращаться к Богу и других, как свойственно Начальству, к Нему руководствовать, отпечатлевать в себе, сколько возможно, образ Начала, способность выражать премирное начальство Бога в благоустроении начальствующих Сил.
- Архангелы (др.-греч. ἀρχάγγελοι) — их имя означает чин, определённый для научения ангелов и людей. Они обращаются через Начальства к премирному Началу, сообразуются с Ним, сколько возможно, и хранят между ангелами единение сообразно своему водительству. Они приемлют Божественные озарения чрез первые Силы и передают их ангелам, а через ангелов сообщают людям по мере того, сколько кто способен к Божественным озарениям.
- Ангелы (др.-греч. ἀγγελοι) — их имя означает чин, который окончательно заканчивает все небесные чины, они последние между небесными существами имеют ангельское свойство, наиболее близки к людям.

## Ислам
В исламе ангелы — это «посланцы» («посланники») и слуги Аллаха, исполнители Его воли. К ним неприменимы понятия мужской и женский род. Согласно Корану, ангелы живут на небесах, охраняют рай и ад, окружают трон и престол Аллаха поют Ему хвалу (аз-Зумар 39:75, Гафир 40:7), обладают двойными, тройными и четверными крыльями (Фатир 35:1).
Вера в ангелов является неотъемлемой частью веры мусульманина (Коран 2:177), это второй из столпов веры мусульманина, после веры в Аллаха.
Согласно исламу, по велению Аллаха ангелы играют активную роль в жизни людей, оберегают и сопровождают каждого человека от рождения до смерти и даже в могиле. Каждого человека сопровождают два ангела. Зачатому в утробе матери ребёнку Аллах дает душу через ангела. Специальные ангелы записывают все земные деяния человека. Физическая смерть человека также наступает через отправленного Аллахом ангела, который забирает его душу.
Ангелы передают пророкам слова Аллаха. Коран выделяет несколько категорий ангелов. Высшие среди них — мукаррабун («приближенные»), находящиеся у престола Аллаха. К высшим ангелам относятся Джибрил, Микаил, Исрафил. Джибрил, по преданию, является главным посредником между Аллахом и Мухаммедом, а также Исой и Марьам.
Девятнадцать грубых и сильных ангелов, называемых Аз-Забания (стражи), охраняют ад. Главой стражей ада называется Малик. В послекораническом предании появились имена двух ангелов, допрашивающих умерших в могиле, — Мункар и Накир.
Согласно Корану, ангелы были созданы до человека и пытались отговорить Аллаха создавать Адама. После его сотворения Аллах заставил их пасть ниц перед человеком. Это сделали все, кроме Иблиса, который был низвергнут за это с небес и обречен на муки ада после Суда. На мучения в этой жизни, до Суда, были обречены на земле два других ангела, не устоявших перед мирскими соблазнами, — Харут и Марут.
Мусульманская ангелология, развивавшаяся как комментирование соответствующих мест Корана, находилась в большой степени под влиянием христианства.

## Аналоги в других религиях

### Буддизм
В буддизме идея ангелов находит своё отражение в концепции бодхисаттвы — некого Просветлённого Существа, подобного ангелам в авраамических религиях.

### Зороастризм
Для последователей зороастризма — Амеша Спента, язаты.

### Чувашская мифология
Пирешти (чуваш. Пирĕшти) — в чувашской мифологии антропоморфное и зооморфное существо, включено в полисистемность божеств и духов, обладает многочисленными функциями и выступает в различных образах: человекоподобный вестник, передающий через Кепе или Пулех Верховному богу Турă просьбы людей, или, наоборот, от богов небесного мира доносящий до людей добрые вести; ангел-защитник человека, сидящий на его плечах, часто их двое; дух-хранитель души, в виде неопределённой птицы; божество дома, в отличие от Хэртсурт (чуваш. Хĕртҫурт), способное делать только добро; покровитель лошадей, вообще скота.
Образ и функции Пирешти восходят к древнеиранской культуре: авест. Фраваши — податель жизни, защитник, дух-хранитель, вечные души предков в облике птиц; перс. Фереште — ангел, вестник.

### Сикхизм
Азраил (как Азраа-иил) — имя ангела смерти в Гуру Грантх Сахиб, священной книге и последнему гуру сикхизма.

## Астрология
В эпоху Средневековья сформировались представления о соотнесении ангелов-покровителей и семи известных тогда в Европе планет Солнечной системы. В средневековую Европу пришли арабские представления об ангелах-покровителях планет. Так, мусульманский мыслитель аль Барселони полагал, что Луной управляет ангел Гавриил, а Солнцем — Рафаил. В рамках Каббалы также была разработана своя система соответствий, которая позднее использовалась в прорицаниях и магии.